# Fausto Marchetti
Fausto Marchetti (Carrara, 4 gennaio 1937 – Carrara, 30 marzo 2017) è stato un politico italiano.
Sindaco di Carrara dal  1987 al 1991 e Senatore per l'XI, XII, XIII legislatura.

## Biografia
Laureato in Giurisprudenza e avvocato. Iscritto al Partito Socialista Italiano dal 1956 al 1965, aderisce poi al Partito Socialista Italiano di Unità Proletaria, di cui fu segretario provinciale a Carrara. Nel 1971 passa nel Partito Comunista Italiano e successivamente diventa membro del direttivo provinciale della federazione del PCI di Massa Carrara. Vicepresidente della provincia di Massa Carrara nel 1965, è stato consigliere comunale a Carrara dal 1964 e assessore comunale dal 1970 al 1975. È stato inoltre assessore alla Comunità montana della zona marmifera apuo-versiliese. Dal 1975 al 1985 è consigliere regionale in Toscana per il PCI.
Successivamente è sindaco di Carrara dal 1987 al 1991. Dopo lo scioglimento del PCI, aderisce a Rifondazione Comunista, di cui è senatore della Repubblica per tre legislature, dal 1992. Nell'autunno 1998 segue Armando Cossutta nella scissione che dà vita al Partito dei Comunisti Italiani. Conclude il proprio mandato parlamentare nel 2001. 
Muore a Carrara nel 2017, a 80 anni.